# Кано (Ямагути)
Кано (яп. 鹿野町 Кано-Тё) — бывший посёлок в Японии, располагавшийся в уезде Цуно префектуре Ямагути. 

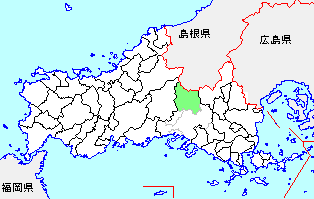
Расположение посёлка Кано в префектуре Ямагути

По состоянию на 31 марта 2003 год посёлок имел население в 4502 человек. Общая площадь посёлка составляла 181.46 км².
21 апреля 2003 года Кано вместе с городами Токуяма и Синнаньё и посёлком Кумаге (из уезда Кумаге был объединен в новый город Сюнан

## Образование
Школы бывшего посёлка Кано: Начальная школа посёлка Кано, Сюнанская муниципальная средняя школа в Кано, Старшая школа посёлка Кано префектуры Ямагути （ныне Филиал школы Токуяма в посёлке Кано префектуры Ямагути закрыта в 2010 году.）

## Транспорт

### Дороги

#### Скоростные дороги
- Скоростная автомагистраль Тюгоку（Транспортная развязка Кано－зона отдыха Кано）

#### Национальный дороги
- Национальная дорога №315
- Национальная дорога №376
- Национальная дорога №434

## Достопримечательности
- Храм Канъё
- Онсен Исифуне
- Горный парк Нагано